# ʿĀlim

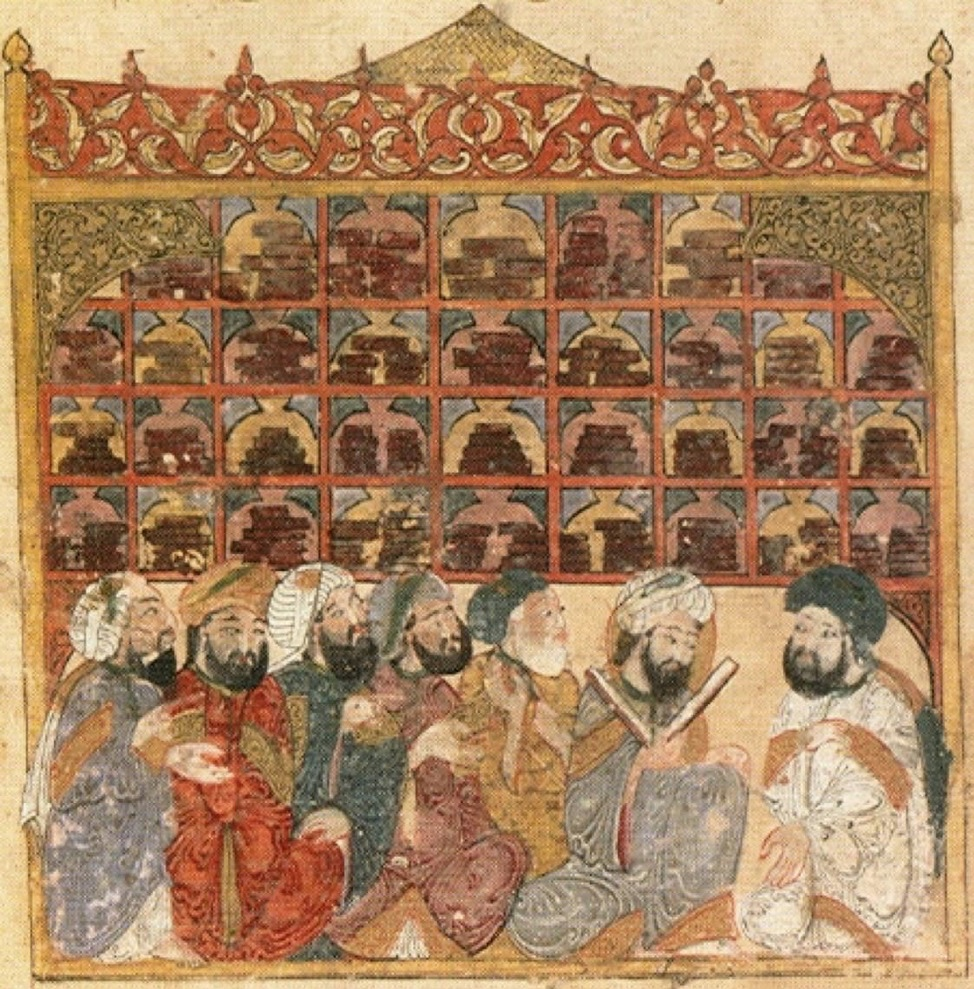
Studenti di una biblioteca abbaside a Baghdad in una miniatura del 1237

Un ʿālim (in arabo عالِم‎?; pl. ʿulamāʾ) è un dotto musulmano – prevalentemente ma non esclusivamente di sesso maschile – esperto in scienze religiose (ʿulūm dīniyya).
In area iranofona, mullā (o mollā) è il termine maggiormente usato; deriva dall'arabo mawlā ('signore' o 'maestro'), appellativo con cui ci si rivolge ai dotti musulmani.

## Definizione
Benché – letteralmente – il termine valga 'sapienti', 'dotti', 'saggi', la loro scienza non è quella delle scienze esatte; piuttosto, è quella della conoscenza della Volontà di Dio (spesso difficile da penetrare), ritenuta dall'Islam più significante.
Di conseguenza, al termine non può riferirsi il filosofo (faylasuf), che ama certamente indagare con le armi del raziocinio, nel convincimento che la ragione umana possa giungere a comprendere in tutto o in parte il Mistero divino: concezione contro la quale si esprime tuttavia la stragrande maggioranza dei musulmani, che considera questo iter gnoseologico (conoscitivo) assai improbabile, se non addirittura impossibile, secondo lo stesso principio che guidò, prima della Tomistica, i teologi cristiani - tra cui Giovanni Scoto Eriugena - che affermavano l'inconoscibilità di Dio se non attraverso la grazia della rivelazione. Tale cammino gnoseologico può e deve invece avvenire (secondo i 'dotti') solo percorrendo e applicando alla lettera la Rivelazione, senza mai discostarsene in modo marcato, sia pure a livello d'interpretazione, aprendo le porte alle correnti fondamentaliste e "letteralistiche" dell'Islam.
Lo studio del Corano e della Sunna (che insieme costituiscono, sotto un profilo giuridico, la Sharì'a) forma la conoscenza della Via che Dio impone all'uomo di percorrere. Quanti si rifanno al misticismo - che, in ambito islamico, meglio sarebbe definire "esoterismo" (sufismo) - o, appunto, alla filosofia, non sarebbero quindi tecnicamente definibili ‘ulamā’.